# Miyamoto Musashi
Miyamoto Musashi (宮本武蔵), batizado como Benosuke, auto-intitulado como Shinmen Musashi No Kami Fujiwara No Genshin (Harima, c. 1584 — Higo, atual Kumamoto, junho de 1645), também conhecido pelo nome budista Niten Dōraku, e como Shinmen Takezō na cultura popular, foi um espadachim japonês e um duelista, que viveu no período Azuchi-Momoyama e no início do período Edo. Foi o criador do Niten Ichi-Ryu (um estilo de Kenjutsu), e autor do tratado sobre artes-marciais conhecido como o Livro dos Cinco Anéis (Go Rin no Sho).
Musashi se sedimentou no imaginário popular como um Ronin e um guerreiro lendário, em parte devido aos feitos que alegou ter alcançado em suas obras, o uso de sua imagem na formação de narrativas nacionalistas no Japão Imperial, bem como suas retratações na literatura moderna.

## Biografia
Miyamoto Musashi foi um duelista, vindo de uma família de vassalos que viveu nos Séculos XVI e XVII, mais especificamente na transição dos períodos Azuchi-Momoyama e Edo, momento divisor de águas na história japonesa, com a conclusão de diversas guerras civis que levaram a erosão das instituições de poder e as classes sociais, bem como seu reestabelecimento após a reunificação do país pelo Xogunato Tokugawa.
Nestes períodos, membros da casta mais baixa da classe samurai, e ronins duelistas percorriam o país com objetivo de serem empregados por um daimiô, senhores feudais que empunhavam o poder de facto. Uma das formas que membros deste grupo tinham de buscar a atenção de empregadores, ou até mesmo ascender a classe samurai, era oferecendo instrução em artes marciais, ou simplesmente reconhecimento de poder e fama, Existem registos de duelos e disputas entre escolas e estilos.
De acordo com o relato do próprio Musashi sobre sua carreira no Livro dos Cinco Anéis, ele nunca teria sido derrotado em um duelo, apesar de ter enfrentado mais de sessenta oponentes, algumas vezes mais de um simultaneamente. Porém, historiadores tem dificuldade de verificar a autenticidade desta alegação, e até mesmo detalhes básicos sobre a sua vida são disputados como verdadeiros.

### Nascimento e Família

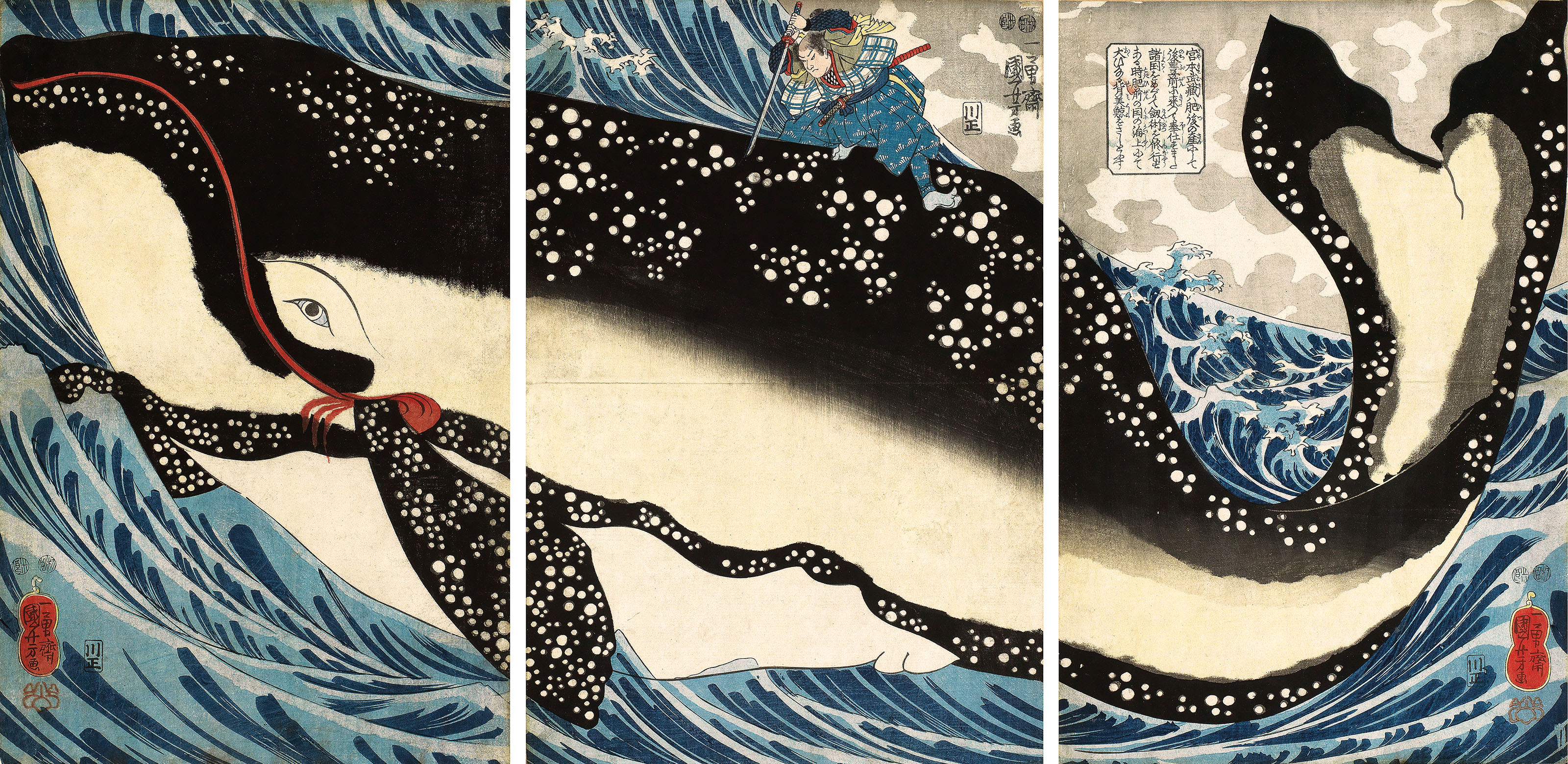
Musashi finca sua espada em uma baleia gigantesca, gravura de Utagawa Kuniyoshi (1798-1861).

Musashi nasceu na aldeia de Miyamoto, província de Mimasaka (atual Japão moderno). Com seu pai, Shinmen Munisai (ou Munisai Hirata) um goushi (mini fidalgo rural, algo entre camponês e samurai), teve as primeiras lições com a espada.
Com sete anos Musashi fugiu de casa por causa de uma reação raivosa do pai que ameaçou sua vida, então foi viver com seu tio Dorin.

Aos treze anos, travou seu primeiro duelo, vencendo o então famoso espadachim Arima Kihei.

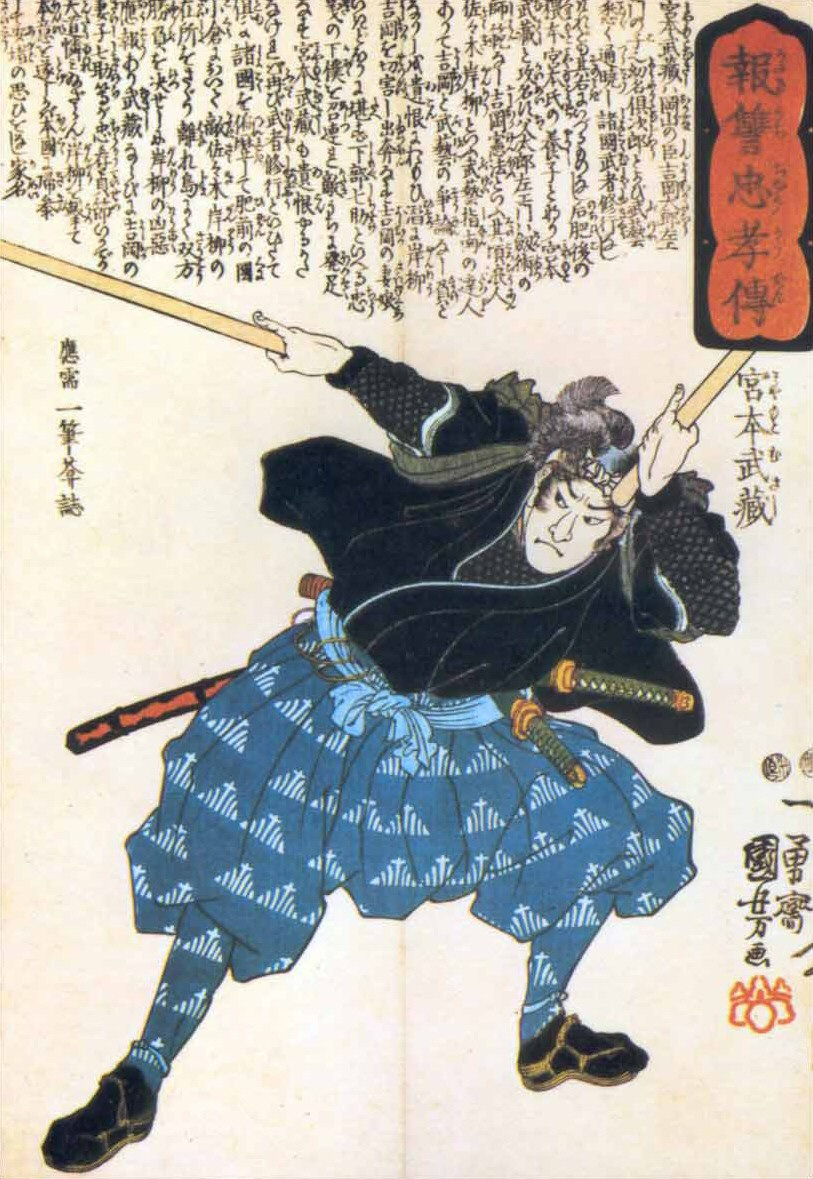
Musashi demonstra seu estilo, a Escola de Duas Espadas, gravura ukiyo-e de Kuniyoshi (1846).

### Viagens e Duelos

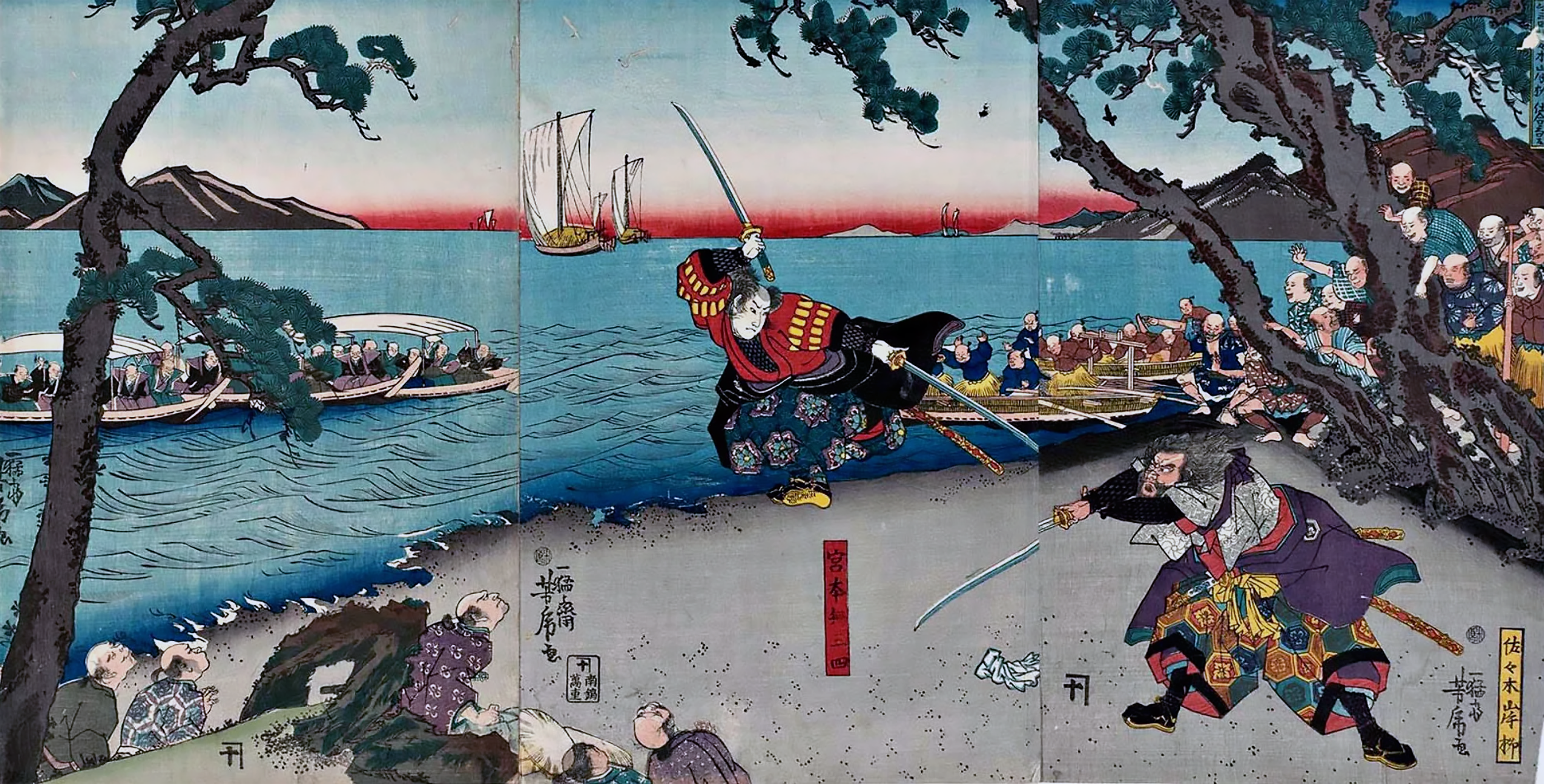
Duelo entre Musashi e Sasaki Kojirō.

Aos quinze anos, partiu do vilarejo para realizar sua primeira viagem trilhando o caminho do Guerreiro Peregrino (ou Shugyosha). Com apenas dezessete anos entrou para o exército do Senhor de Terras Toyotomi Hideyoshi (Período Sengoku), onde em julho de 1600 participou da tentativa de tomar e assaltar o castelo Fushimi, e em agosto do mesmo ano, participou na defesa do Castelo Gifu sitiada.
Este também participou da Batalha de Sekigahara (que consolidou o poder de Tokugawa Ieyasu no Japão),embora seja comtestada que realmente perticipou de tal batalha, de acordo com o livro dos Cinco Anéis onde afirma ter participado de seis batalhas na juventude.
Depois disso, Musashi desaparece temporariamente, até reaparecer em 1604 em Kyoto, com aproximadamente 22 anos de idade, onde derrotou a escola Yoshioka, em duelos com os três herdeiros da linhagem da escola.
Após deixar Kyoto por volta de 1605, parte em uma série de viagens pelo Japão aperfeiçoando a técnica com monges e através de diversos duelos.
Em 1612, realizou seu duelo mais importante, contra Sasaki Kojirō, travado na ilha de Ganryūjima (próximo a ilha de Honshū). Na ocasião Musashi reconheceu que o oponente dominava sua técnica, e que teria de adotar uma nova para poder derrotá-lo. Relata-se que este entalhou um bastão de madeira bokken, a partir de um remo quebrado, enquanto Kojirō o esperava impacientemente. Ao concluir o bastão, o duelo pode recomeçar, assim logo Kojirō saltou em direção a Musashi e quase lhe atingiu o pescoço, mas Musashi esquivou-se e acertou um golpe violento em Kojiro, derrubando-o. Kojiro ainda tentou acertar os pés de Musashi, mas este deu um salto para se esquivar e acertou mais um golpe nas costelas de Kojiro, assim matando-o, apesar desse feito, ainda sim é um pouco questionável visto que não foi documentado na época, existindo várias versões do duelo, com algumas se contradizendo entre si, ou até mesmo outras contando que o duelo nunca ocorreu, se tornando um debate no mundo acadêmico.

### Serviço
Entre 1614 e 1615, Musashi envolveu-se em outra guerra no Japão entre os clãs Tokugawa e Toyotomi, que iniciou quando Tokugawa sentiu que a família Toyotomi representava uma ameaça ao seu domínio. Mais uma vez Musashi pelo lado dos Toyotomi, participou das duas batalhas do castelo de Osaka, resultando na ruína do exército Toyotomi. No final, de alguma forma Musashi conseguiu ser adotado pelo clã Tokugawa.
Ele entrou em um serviço no município rural de Ogasawara Tadanao (Província de Harima), onde executou várias tarefas: ajudou na construção do castelo de Akashi, ensinou artes marciais, aperfeiçoou sua técnica de lançar shuriken e ainda adotou um filho.
Em 1621, após derrotar quatro adeptos do Togun-ryu na frente do lorde do domínio Himeji, este o confiou parte da função de organizar a cidade.
Em 1622, seu filho adotivo tornou-se vassalo de Himeji. Depois disso, Musashi embarcou em mais uma série de viagens, onde adotou outro filho. Já em 1626, seu primeiro filho adotivo comete o ritual do Seppuku, por causa da morte de seu lorde.
Em 1627, Musashi deu início a uma nova viagem que durou até 1634, quando decidiu se estabelecer no distrito de Kokura (Kitakyushu), junto com o segundo filho, onde entrou em serviço para o senhor de terras (daimyo) Ogasawara Tadazane. Após 10 anos, ele e seu filho participaram da revolta camponesa Rebelião de Shimabara (durante o Xogunato Tokugawa).
Apesar dos Serviços, Musashi nunca foi Considerado um Samurai (como é erroneamente taxado), apesar de já ter recebido propostas, ele as recusou, musashi era mais um servidor público ou instrutor do que um guerreiro popular como muitos pensam, o pouco que Musashi serviu foi por um tempo menor do que um Samurai servia (que era a vida inteira), os Historiadores colocam Musashi ou como um Ronin ou como um Duelista como historicamente corretos.

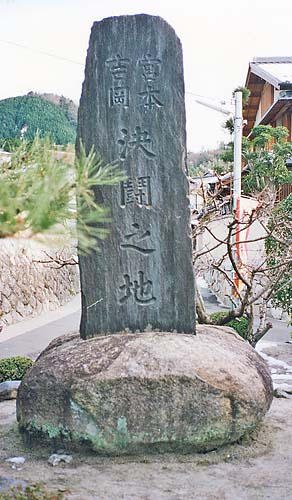
Ichijoji Sagarimatsu, local da batalha entre Musashi e a escola Yoshioka

### Últimos Dias
Em 1643, Musashi retirou-se para a caverna Reigandō, a oeste da cidade de Kumamoto, onde como eremita escreveu então o tratado mais conhecido, o livro dos Cinco Anéis ou em japonês "Gorin No Sho" (onde "go" significa cinco, "rin" significa anéis e, "sho" significa escrito), concluído em 1645.
Após concluir o livro, sentindo a aproximação da morte, Musashi liberou-se de suas posses materiais, entregou a cópia manuscrita do livro a seu discípulo mais intimo, o irmão mais novo de Terao Magonojô. Nesse mesmo dia, Musashi escreveu o manuscrito Dokkōdō, o Caminho do Andarilho Solitário, sobre os vinte e um princípios da vida.
Faleceu em Kumamoto por volta do quinto mês, segundo o então calendário japonês.
Sua trajetória tornou-se uma lenda e inspiração para o imaginário japonês em gravuras de estampa japonesa Ukiyo-e, livros, filmes, séries de TV, mangás e videogames.

## A arte de Musashi

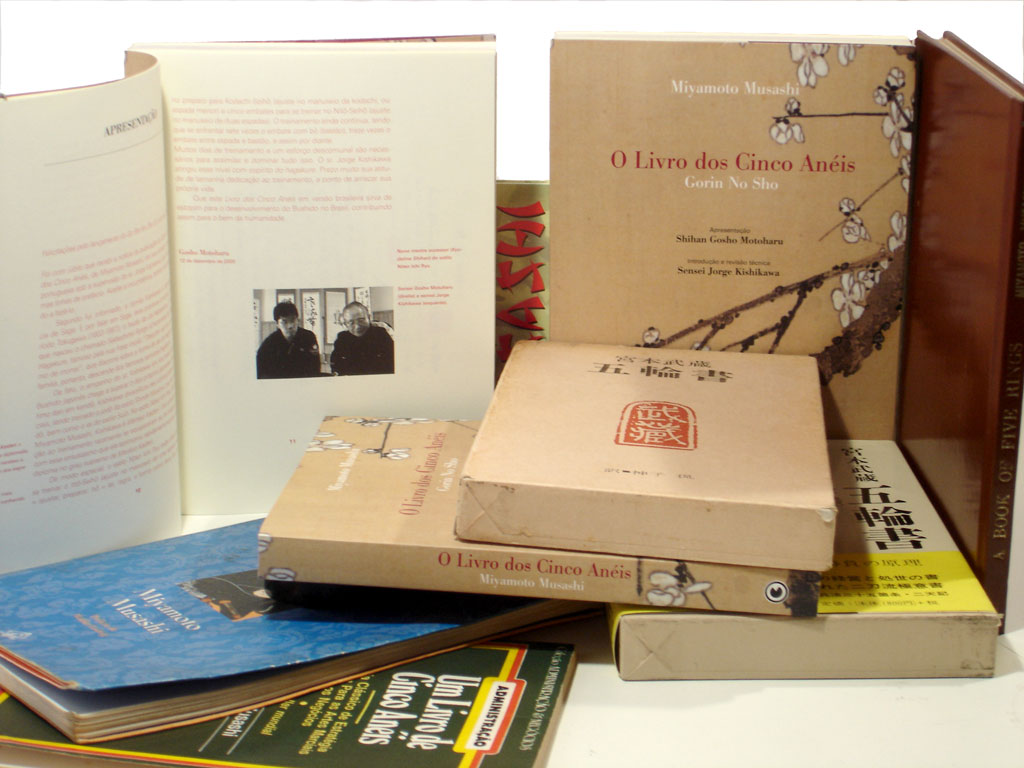
Diversas Edições de "O Livro dos Cinco Anéis"

Criador de um estilo de luta com duas espadas, denominado Niten Ichi Ryu, onde seus discípulos e praticantes têm acesso aos katas (conjunto de movimentos de ataque e defesa) e estratégias que o tornou imbatível em sessenta duelos. Vale lembrar que, apesar do estilo ser conhecido pela luta com duas espadas, contém técnicas com a espada maior (tachi seiho), espada menor (kodachi seiho) e o bastão longo bojutsu.
Um dos princípios da narrativa de Musashi é exatamente o nascimento deste estilo, desde a primeira ideia, instintiva, até as poéticas considerações sobre a luta com duas armas.
Além de ter sido um duelista imbatível, Musashi também se dedicou a outras artes, como a pintura caligrafia e a escultura, escreveu livros sobre esgrima e estratégia e, foi adepto da filosofia zen-budista.

## Literatura

### O romance Musashi
"Musashi", o livro de Eiji Yoshikawa, é uma leve e divertida aventura publicado no Brasil em dois grossos volumes pela editora Estação Liberdade, onde se aprende um pouco sobre a história e os costumes do Japão antigo, através de uma parte da vida de Miyamoto. A obra é inspirada em fatos históricos, mas romanceando com personagens fictícios, da imaginação do autor, misturando-os com outros que realmente existiram. O esqueleto da narrativa, porém, segue a trajetória histórica do espadachim.
Começamos na batalha de Sekigahara e acompanhamos Musashi por sua peregrinação e vários de seus duelos, como: contra Muso Gonnosuke, contra Shishido Baiken, os três duelos contra mestres e discípulos da academia Yoshioka, e o mais famoso de todos, contra Sasaki Kojiro na ilha de Ganryūjima.
Entre um duelo e outro conhecemos os dramas de personagens secundários como o amigo desorientado Hon'iden Matahachi, a vingativa velhinha Osugi, os discípulos mirins Joutaro e Iori, e o romance com a eternamente apaixonada Otsu.
Musashi foi originalmente publicado em pequenos capítulos diários no jornal Asahi Shimbun, entre 1935 e 1939. A narrativa tem um estilo folhetinesco, cheio de encontros e desencontros, misturando uma longa história de amor com episódios de aventura, tudo recheado de coincidências.
A ação é muitas vezes surpreendente para o leitor acostumado com histórias ocidentais. Quando espera-se que Musashi acabe com os inimigos, este prefere fugir. Quando parecia não haver combate, ele desembainhava a espada. Quando tudo indica que o beijo dos apaixonados finalmente acontecerá, a mocinha amedronta-se. Estes comportamentos inesperados talvez sejam fruto simplesmente de diferenças culturais, já que Musashi é, por natureza, um produto destinado ao grande público. Depois de aparecer em 1013 capítulos diários, foi transformado em livro e vendeu mais de cento e vinte milhões de exemplares no Japão.

### A biografia do samurai
Em O Samurai - A vida de Miyamoto Musashi, biografia publicada no Brasil pela Estação Liberdade, o especialista em língua e cultura japonesas William Scott Wilson baseou-se em fatos históricos para traçar os caminhos do espadachim. A obra é resultado de extensa pesquisa e traz ainda mapas e vários anexos, como desenhos de autoria do próprio Musashi, que além da habilidade com as espadas, destacou-se como pintor a nanquim, praticante de caligrafia tradicional, estudioso de poesia chinesa.
Como mostra o livro, Musashi foi uma lenda de seu tempo. Ignorando as convenções, ele preferia uma espada de madeira e em seus anos de maturidade nunca lutou com uma arma autêntica. Foi um mestre em aniquilar os inimigos usando recursos psicológicos que estudava exaustivamente antes dos combates. Musashi orientava seus estudos tão arduamente conquistados sobre as artes combatentes para metas espirituais de cunho zen-budista. Como nos mostra Scott Wilson nesta biografia, no japonês moderno existem figuras de linguagem que se referem ao caráter “musashiano”, revelando que, provavelmente, o seu nome seja tão ou mais conhecido do que importantes personalidades da história e cultura japonesas.

### Nos quadrinhos
Em 1971, o mangaká Shotaro Ishinomori publicado em o mangá Musashi dois volumes pela editora Ushio Shuppansha.
Em 1998, o mangaká Takehiko Inoue iniciou a publicação do mangá Vagabond, baseado no romance de Eiji Yoshikawa, divididos em trinta e sete volumes no Japão até o momento.
Sua narrativa elaborada, integrada a um desenho minucioso, tornou a série um sucesso que vendeu mais de vinte e três milhões de exemplares apenas no Japão, sendo premiada com o Cultural Affairs Media Arts e o Kodansha Manga Award. No Brasil o mangá foi publicado pelas editoras Conrad Editora, Nova Sampa e Panini Comics.
O nipo-brasileiro Julio Shimamoto, produziu várias histórias protagonizadas por Musashi, muitas delas foram compiladas em dois álbuns Musashi I (2002) e Musashi II (2003) pela editora Opera Graphica. Um encarte na fanzine QI, de Edgard Guimarães e a coletânea Samurai pela Mythos Editora, esta também traz histórias protagonizadas por outros espadachins e artistas marciais como Zatoichi, o espadachim cego do período Edo criado pelo escritor Kan Shimozawa, presente no cinema e na TV japonesa. Shimamoto também ilustrou os livros Lendas de Musashi e Lendas de Zatoichi, ambos escritos por Minami Keizi, precursor do estilo mangá no país. Shimamoto foi o primeiro quadrinista a produzir uma HQ de samurai no Brasil, Os Fantasmas do Rincão Maldito, publicada em 1959.
Musashi também serviu de inspiração para o quadrinista nipo-americano Stan Sakai criasse em 1982, Miyamoto Usagi, um coelho antropomorfizado protagonista da série Usagi Yojimbo (em português: coelho guarda-costa), ambientada no século XVI, no Brasil a série foi publicadas pelas editoras Via Lettera, Devir  e Hyperion.
Em 2012, a Shambhala Publications publicou The Book of Five Rings: a Graphic Novel roteirizada por  Sean Michael Wilson (roteiro) e Chie Kutsuwada (desenhos), em 2014, a editora lançou "Musashi (A Graphic Novel)" roteirizada pelo próprio Wilson e ilustrada por Michiru Morikawa.
Em 2013, o mangaká Hideki Mori, publicou o mangá Shishi pela editora Leed, Mori também desenhou uma continuação de Lobo Solitário com Kazuo Koike, roteirista original de Lobo Solitário. Em junho 2020, o mangá foi publicado no Brasil pela NewPOP Editora.
Em Março de 2014, a Weekly Shōnen Champion publicou Baki-Dou (刃牙道, Baki Dō; literalmente: "O Caminho de Baki" ) 4° da série do famoso mangá Baki the Grappler. Escrito e ilustrado pelo autor Keisuke Itagaki, que possui sua trama ao redor da clonagem de Miyamoto Musashi para os tempos modernos e seus confrontos com os outros personagens da série.

### No cinema e televisão

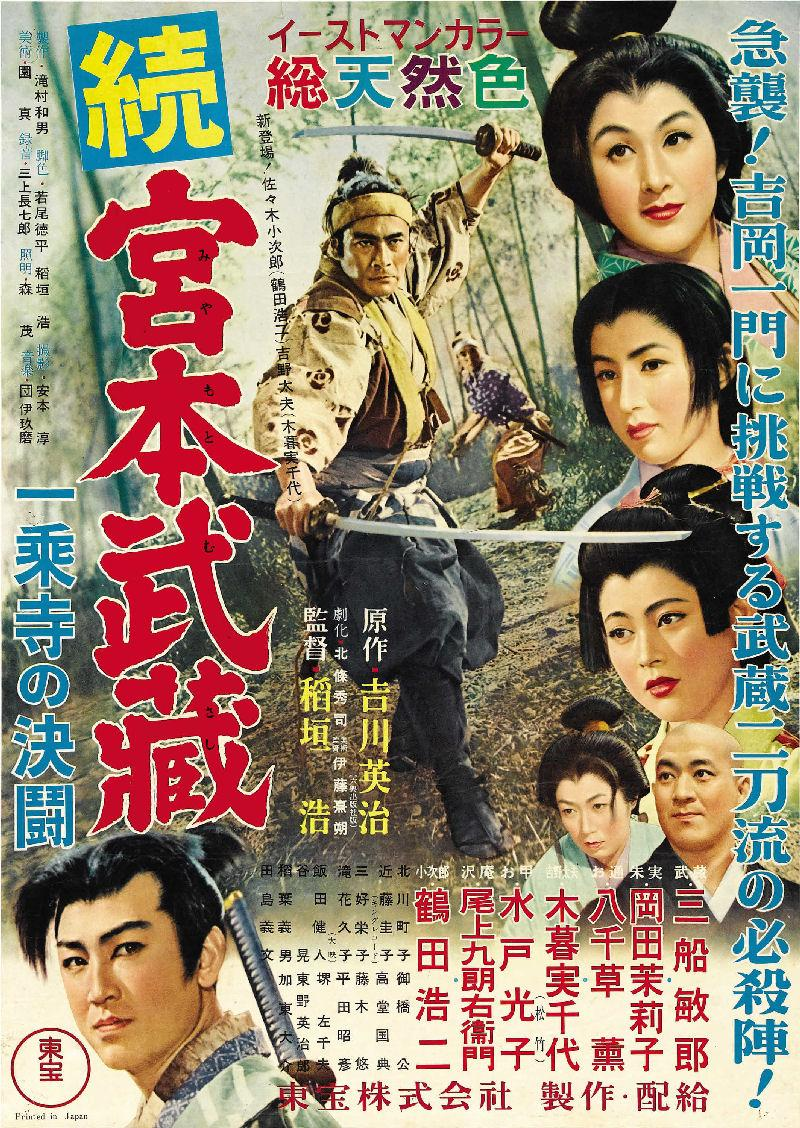
cartaz do filme Zoku Miyamoto Musashi: Ichijôji no kettô

Personagem de grande apelo popular no Japão, representado em muitas gravuras antigas, Musashi serviu também como fonte de inspiração para diversos filmes, o mais conhecido tem o ator Toshiro Mifune como protagonista, e séries de TV. Musashi também é citado no 21° episódio do anime Samurai Champloo.

#### Filmografia
- Miyamoto Musashi, realizado/dirigido por Kenji Mizoguchi (1944)
- Miyamoto Musashi 1 - primeira parte da trilogia estrelada por Toshiro Mifune e realizada/dirigida por Hiroshi Inagaki (1954)
- Miyamoto Musashi 2 - Zoku Miyamoto Musashi: Ichijôji no kettô (Morte no templo Ichijoji - 1955)
- Miyamoto Musashi 3 - kanketsuhen: kettô Ganryûjima (Duelo na ilha Ganryu - 1956)
- Miyamoto Musashi 1 - primeiro dos cinco filmes estrelados por Kinnosuke Nakamura (1932-1997), realizados/dirigidos por Tomu Uchida (1961)
- Miyamoto Musashi 2 - Hannyazaka no ketto (1962)
- Miyamoto Musashi 3 - Nitoryu kaigen (1963)
- Miyamoto Musashi 4 - Ichijoji no ketto (1964)
- Miyamoto Musashi 5 - Ganryû-jima no kettô (1965)
- Miyamoto Musashi, realizado/dirigido por Tai Katō (1973)

#### Séries
- Sorekara no Musashi (1981), estrelado por Kitaoji Kinya
- Musashi, realizado pela rede NHK (2003),[10] com Ichikawa "Ebizo" Shinnosuke

## Jogo
O jogo de tabuleiro "Lenda dos 5 Anéis", um RPG não eletrônico, ambientado em uma terra fictícia (império de Rokugan) que mistura elementos fantasiosos com a cultura japonesa, baseado no Livro dos 5 Anéis.

Um dos diferenciais do jogo, é a influencia do guia samurai Bushido na jogabilidade, colocando mais responsabilidades nas ações dos personagens e evitando o estilo bater e correr.